# Emmadorp
Emmadorp, litt. « le village d'Emma », est un hameau des Pays-Bas situé dans la commune de Hulst (province de Zélande).
Le hameau est situé dans le Pays inondé de Saeftinghe, dont c'est le seul accès pour les touristes ; il possède une boutique et une salle de réunions.